# جيرالد ماكلولين
جيرالد ماكلولين (بالإنجليزية: Gerald McLaughlin)‏ هو قاضي أمريكي، ولد في 11 مايو 1893، وتوفي في 6 ديسمبر 1977.